# ریچارد اسپونر (سوارکار)
ریچارد اسپونر (به انگلیسی: Richard Spooner)، یک سوارکار بین‌المللی پرش با اسب اهل ایالات متحده آمریکا است که در این رشته به موفقیت‌های بسیاری دست یافته است. وی در ورزش پرش با اسب، در اروپا و کرانه غربی ایالات متحده به رقابت می‌پردازد. در ژوئن سال ۲۰۰۶، در استادیوم سوارکاری اسپروس مداوس در کانادا، اسپونر به عنوان دهمین نفر در تاریخ ورزش پرش با اسب، برنده جایزه یک میلیون دلاری شد.
در سال ۲۰۱۰، اسپونر به همراه سوارکار زنی به نام اشلی بوند، در سریال تلویزیونی داستان یک سوارکار ایفای نقش نمود.

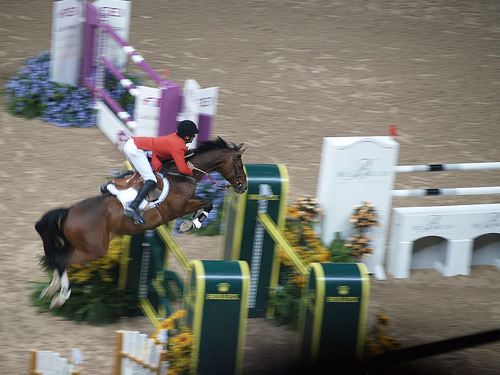
ریچارد اسپونر با اسب کریستالو، در فینال جام جهانی پرش با اسب ۲۰۰۷

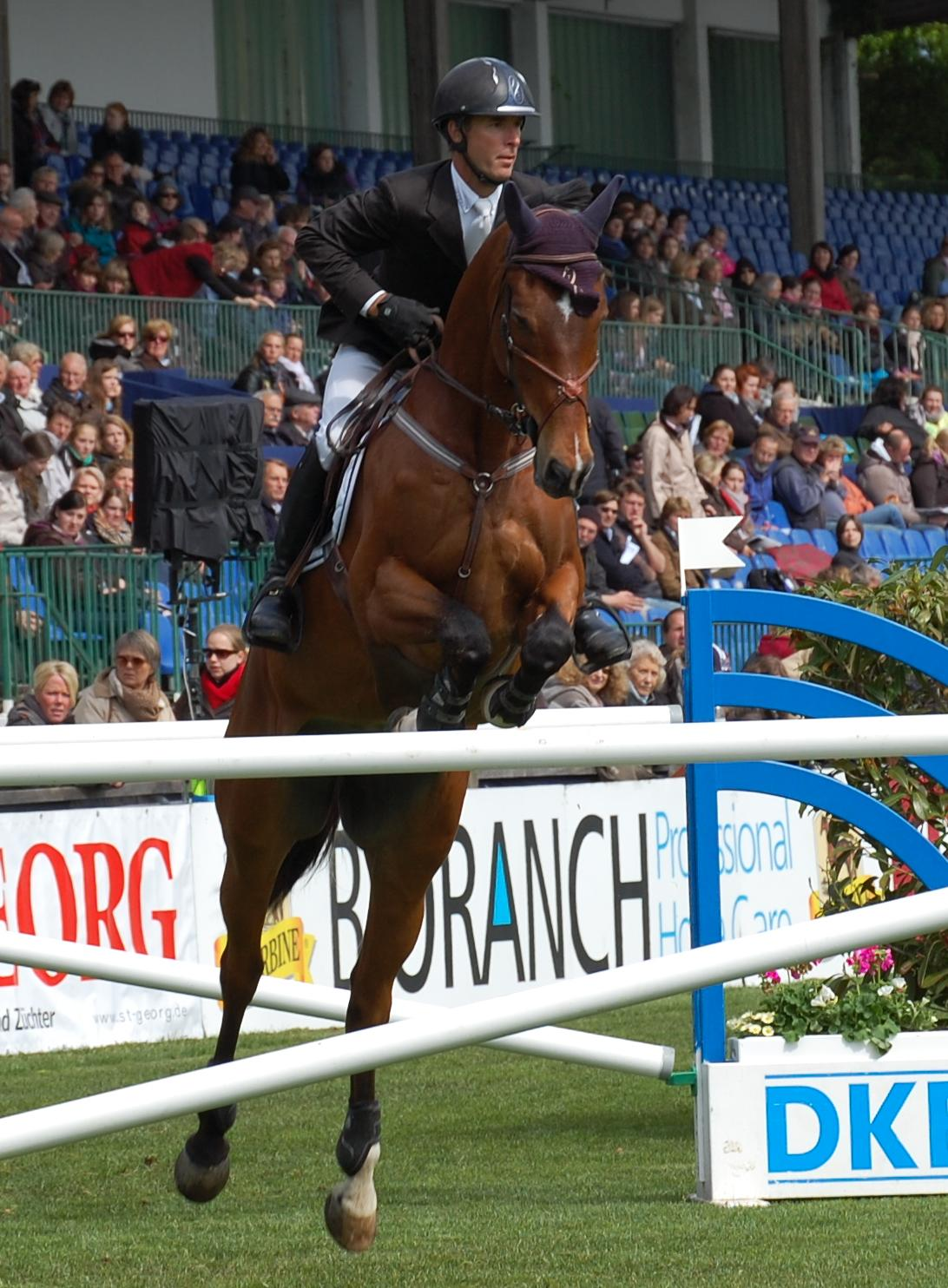
ریچارد اسپونر با اسب آپاچه(Apache)، نخستین صعودکننده به رقابتهای پرش با اسب ۲۰۱۲ آلمان

## فهرست اسب‌هایی که ریچارد اسپونر با آنها برنده شده است
- Robinson
- Kirk
- Cosino
- Incento
- Bradford
- Roxy Z
- Hilton Flight
- Southshore
- Quirino 3
- Millennium
- Ace
- Ezrah
- Pako
- Cristallo
- Apache
- Airtime
- Gerry the Grey
- Cordoba
- Live Fire
- Conquest de Paradiso